# Dufouria occlusa
Dufouria occlusa là một loài ruồi trong họ Tachinidae.